# Jezioro Stobińskie
Jezioro Stobińskie – jezioro na Pojezierzu Choszczeńskim, położone w województwie zachodniopomorskim, w powiecie choszczeńskim, w gminie Bierzwnik o powierzchni 10,47 ha.
Jezioro znajduje się na północ od kolonii Bożejewko.
Zbiornik znajduje się w zlewni Mierzęckiej Strugi.
W pobliżu jeziora znajduje się miejscowość Bożejewko.